# Lepidium genistoides
Lepidium genistoides är en korsblommig växtart som beskrevs av Hewson. Lepidium genistoides ingår i släktet krassingar, och familjen korsblommiga växter. Inga underarter finns listade i Catalogue of Life.